# Casă de negustor Dănilă Veroniu din Vălenii de Munte
Casă de negustor Dănilă Veroniu din Vălenii de Munte este un monument istoric aflat pe teritoriul orașului Vălenii de Munte.